# Jiří Ptáček (výtvarník)
Jiří Ptáček (* 29. března 1949 Praha) je český malíř.

## Životopis
Jiří Ptáček se vyrůstal v Českém Krumlově a Českých Budějovicích. V letech 1966 až 1970 studoval na Střední odborné škole výtvarné (Výtvarná škola Václava Hollara) v Praze. V letech 1970–1976 studoval na Akademii výtvarných umění v Praze. V roce 1985 se na AVU vrátil jako nástupce svého bývalého pedagoga Arnošta Paderlíka a do roku 1990 vedl jako docent a profesor speciálku monumentální a figurální malby. Samostatně vystavuje od roku 1978. Výstavy uspořádal například pro Galerii Čs. spisovatel v Praze (1990), Dům umění v Českých Budějovicích (1991), Oblastní galerii Vysočiny v Jihlavě (1995) nebo Galerii Jiřího Jílka v Šumperku (2010). V letech 1995 a 2009 měl velké výstavy ve Wortnerově domě AJG v Českých Budějovicích.
V letech 1984–1985 pracoval na výtvarné stránce bezmála padesátiminutového animovaného filmu Salar, za který obdržel Cenu Národní galerie Praha (1986). Z příležitostných knižních ilustrací lze jmenovat např. výtvarný doprovod knihy Františka Hrubína Romance pro křídlovku (1992). Byl editorem a autorem grafické úpravy Paderlíkovy knižní monografie (2002). Jeho díla jsou zařazena do sbírek Národní galerie Praha, Alšovy jihočeské galerie v Hluboké nad Vltavou, Východočeské galerie v Pardubicích nebo Galerie výtvarného umění v Náchodě. V roce 2010 získal Cenu Intersalonu na výtvarné přehlídce pořádané Asociací jihočeských výtvarníků. Žije v Českých Budějovicích. Jeho syn Jiří Ptáček je kritik umění a kurátor.

## Dílo
Raná malba Jiřího Ptáčka byla figurativní. Pod vlivem práce na animovaném filmu Salar, jehož příběh se odvíjí na ose života říčního lososa, se již v 2. polovině 80. let stala Ptáčkovou hlavní inspirací příroda. S počátkem 90. let dospěl k imaginativní obraznosti, v níž abstraktní tvarosloví jen vzdáleně poukazovalo na reálné předobrazy v mikroskopických zvětšeních mořského planktonu nebo pestrých životních formách korálových útesů. Později obrátil pozornost ke všednodenním zážitkům a pozorováním. Inspirací k malbám se mu stávaly např. ranní mlhy, popadané větve stromu nebo detaily zahrady. Ptáčkova malba vychází z tradice lyrické abstrakce a stojí na organickém tvarosloví, detailech větších celků a kolorismu. Na počátku 90. let komponoval obrazy z výrazně dynamických prvků, později spěl k více kontemplativnímu výrazu skrze zklidnění kompozice a výstavbu v odstínech převažující barvy. Před polovinou nultých let dospěl k malbám vibrujících, téměř monochromních ploch (cyklus Zranění, 2005).[zdroj?]
Vedle volné tvorby se Ptáček v rozmezí 70. až 90. let věnoval rovněž realizacím v architektuře. Vytvořil několik keramických stěn (ve spolupráci s Jiřím Malým), dekorativních obrazů v textilní technologii aradekor a deskových maleb.[zdroj?]

## Realizace

### Film
- 1985 Salar, animovaný film, režie: Ivan Renč, Krátký film Praha, 50 min.

### Realizace v architektuře (výběr)
- 1976–1977 fontána sídliště Za kapličkou (ve spolupráci s Jiřím Malým)
- 1977–1978 keramická dělicí stěna ve foyer Kulturního domu v Táboře (ve spolupráci s Jiřím Malým)
- 1981 keramický glazovaný reliéf pro polikliniku v Krči (ve spolupráci s Jiřím Malým)
- 1984 keramický glazovaný reliéf pro ČSTV ve Špindlerově Mlýně (ve spolupráci s Jiřím Malým)
- 1988 malba pro koncertní síň Otakara Jeremiáše, České Budějovice
- 1990 Domov, keramický glazovaný reliéf, prodejna Jednoty, Týn nad Vltavou (ve spolupráci s Jiřím Malým)
- 1992 Jihočeská krajina, akryl na desce, jídelna administrativní budovy Jaderné elektrárny Temelín

## Samostatné výstavy (výběr)
- 1978 Jihočeské papírny, České Budějovice (spolu s Anežkou Kovalovou a Petrem Hanou)
- 1978 Výstavní síň KSSPPOP, České Budějovice
- 1980 Galerie Díla, Olomouc
- 1981 Muzeum Aleše Hrdličky (spolu s Miroslavem Konrádem, Jiřím Malým a Jiřím Řeřichou), Humpolec
- 1981 Výstavní síň KSSPPOP, České Budějovice (spolu s Jiřím Řeřichou)
- 1983 Galerie Okresního muzea v Písku (spolu s Jiřím Prachařem a Jiřím Řeřichou)
- 1984 Výstavní síň KSSPPOP, České Budějovice (spolu s Jiřím Řeřichou)
- 1987 Foyer Malé scény DK ROH, České Budějovice
- 1988 Galerie na dvorku, České Budějovice (spolu s Tomášem Prollem)
- 1989 Galerie Díla, České Budějovice
- 1990 Příroda podle Ptáčka. Galerie Československý spisovatel, Praha
- 1991 Dům umění, České Budějovice
- 1992 Galerie Mladá fronta, České Budějovice
- 1993 Salar. Zámek Wolffstein, Freyung, Německo
- 1995 Jiří Ptáček: Obrazy. Oblastní galerie Vysočiny, Jihlava (spolu s Jaroslavem Kolihou)
- 1995 Jiří Ptáček: Obrazy. Wortnerův dům AJG, České Budějovice
- 1996 Příroda. Kolowratský palác, Praha
- 1997 Příroda. Galerie Salva Quarda, Litoměřice
- 1999 Jiří Ptáček: Obrazy. Radniční výstavní síň, České Budějovice
- 2000 Obrazy z minulého století. Hradní galerie, Nové Hrady
- 2003 Jiří Ptáček: Obrazy. Galerie Doxa, Český Krumlov
- 2004 Jiří Ptáček: Obrazy. Galerie Prácheňského muzea, Písek
- 2004 Jiří Ptáček: Obrazy. Galerie A. D. 1551, Tábor
- 2005 Jiří Ptáček: Obrazy. Galerie Cordonhaus, Cham, Německo
- 2008 Paměť krajiny. Galerie Hans-Eisenmann-Haus, Neushönau, Německo
- 2009 Ozvěny a nápovědy. Wortnerův dům AJG, České Budějovice
- 2009 Letmo a náznakem. Radniční výstavní síň, České Budějovice
- 2010 Příběhy krajiny. Galerie Jiřího Jílka, Šumperk
- 2021 Jádro a oběžnice. Městská galerie Týn nad Vltavou